# Покровка (Роздільнянська міська громада)
Покро́вка — село в Україні, у Роздільнянській міській громаді Роздільнянського району Одеської області. Населення становить 448 осіб. Відноситься до Кам'янського старостинського округу.

## Історія
На початку 1924 року хутір Покровський відносився до Степанівської сільради району Енгельса Одеської округи Одеської губернії. Більшість населення хутора Покровського становили молдовани (151 особа). Вони мали 31 господарство.
Під час Голодомору в Україні 1932—1933 років в селі загинула 1 людина:
- Ференц Микола Іванович[4].

Станом на 1 вересня 1946 року село входило до складу Кіровської сільської ради.
12 вересня 1967 року до складу Покровки увійшло колишнє село Новий Мир (колишня єврейська та німецька землеробська колонія, відоме ще як Новомирка, Нейфельд та Найвельт). Хутір Новий Мир був заснований у 1926 році на території Жовтневої сільради Зельцького району і нараховував 122 жителі, у 1943 році — 238.
У результаті адміністративно-територіальної реформи село ввійшло до складу Роздільнянської міської територіальної громади та після місцевих виборів у жовтні 2020 року було підпорядковане Роздільнянській міській раді. До того село входило до складу ліквідованої Кам'янської сільради.

## Населення
Згідно з переписом УРСР 1989 року чисельність наявного населення села становила 492 особи, з яких 226 чоловіків та 266 жінок.
За переписом населення України 2001 року в селі мешкали 453 особи.

### Мова
Розподіл населення за рідною мовою за даними перепису 2001 року:
| Мова       | Відсоток |
| ---------- | -------- |
| українська | 35,54 %  |
| молдовська | 33,11 %  |
| російська  | 30,68 %  |
| болгарська | 0,22 %   |
| вірменська | 0,22 %   |
| інші       | 0,23 %   |

## Відомі люди
- Болгарин Сергій Іванович (1925-2002) — військовий, Герой Радянського Союзу.